# ويليام هنري فيتزهاغ لي
ويليام هنري فيتزهاغ لي هو سياسي أمريكي، ولد في 31 مايو 1837 في Arlington House, The Robert E. Lee Memorial ‏ في الولايات المتحدة، وتوفي في 15 أكتوبر 1891 في الإسكندرية في الولايات المتحدة. نشط حزبياً في الحزب الديمقراطي. وقد انتخب عضو مجلس نواب الولايات المتحدة عن ولاية فرجينيا ‏ وانتخب عضو مجلس ولاية فرجينيا ‏ وانتخب عضو مجلس النواب الأمريكي ‏.